# Wouter Lenaerts
Wouter Lenaerts (Peer, 25 maart 1981) is een Vlaams componist, dirigent en pianist.

## Levensloop
Lenaerts studeerde aan het  Koninklijk Conservatorium van Brussel en werd vijfmaal Meester in de Muziek. Hij studeerde Piano bij Boyan Vodenitcharov en Muziekschriftuur (Harmonieleer, Contrapunt en Fuga) in de klas van Rafael D’Haene. HaFaBra-directie volgde hij bij Norbert Nozy en tijdens zijn examenconcert met het Groot Harmonieorkest van de Belgische Gidsen dirigeerde hij onder meer zijn eigen werk Niflheim voor symfonisch blaasorkest. In de richting  Compositie bij Rafael D'Haene studeerde hij af met het werk Lettres Oubliées voor symfonisch orkest. Ditzelfde werk creëerde hij bovendien zelf met het Kauno Miesto Sinfoninis Orkestras in Litouwen tijdens het eindexamen Symfonische Orkestdirectie bij Silveer Van den Broeck en Ronald Zollman. Voor zijn verdienstelijke studies aan dit conservatorium werd hij meermaals bekroond met prijzen.
Sedert 2004 doceert Wouter Lenaerts zelf Muziekschriftuur aan het  Koninklijk Conservatorium van Brussel.
Als componist schreef hij reeds muziek voor piano, kamermuziek, symfonisch orkest en symfonisch blaasorkest. Zijn werken worden wereldwijd uitgevoerd en op CD opgenomen door vooraanstaande musici, orkesten en dirigenten. Een verzameling van zijn composities voor symfonisch blaasorkest werd uitgebracht op CD 'In the Picture' bij het label Beriato Music.
Hij wordt regelmatig uitgenodigd als jurylid en gastdirigent bij orkesten en ook bij opnames en uitvoeringen van eigen composities wordt hij vaak gevraagd om als raadgever op te treden.
Wouter Lenaerts is dirigent en artistiek leider van het recent opgericht symfonisch orkest symphoniaASSAI en gastdirigent bij het Norwegian Youth Chamber Orchestra in Stavanger, Noorwegen.

## Familie
Wouter is de broer van harpiste Anneleen Lenaerts.

## Composities (Selectie)

### Werken voor orkest
- 2006 Visions - harp & strijkers, Opus 18 (opgedragen aan Anneleen Lenaerts)
- 2007 Lettres Oubliées, Opus 20
- 2011 Quinta Essentia, Opus 30

### Werken voor harmonie- of fanfareorkest
- 2000 Apantèma - Concertino voor piano & symfonisch blaasorkest, Opus 5
- 2001 The Bermuda Mystery, Opus 8
- 2002 The Shadow of Golgotha, Opus 9
- 2003 Devil's Island, op. 10[3]
- 2003 Elegia, Opus 11
- 2004 Niflheim, Opus 13
- 2004 In Onore Di, Opus 14
- 2005 Night in Venice, concerto voor fluit & symfonisch blaasorkest, Opus 17 - (opgedragen aan Aldo Baerten)
  1. Silver Glow
  2. Secrets of the Doge's Palace
  3. The Four Horses
  4. Epilogue - Silver Glow
- 2006 Logos, Opus 19
- 2007 Fabella, Opus 21
- 2008 Lettres Oubliées, Opus 20b
- 2008 Ziggurat - naar Pieter Bruegel de Oude, Opus 23
- 2010 The Revolt of the Netherlands, Opus 27
  1. The Siege of Antwerp
  2. The Battle of Gibraltar
- 2012 Kryptos, concerto voor saxofoon & symfonisch blaasorkest, Opus 31 - (opgedragen aan Norbert Nozy)

### Vocale muziek
- 2005 Aus der Tiefe - sopraan & piano, Opus 15
- 2006 Russian Folk Songs - vrouwenkoor - SSAA (deze medley bevat de bekende volksliederen 'Moscow Nights', 'Katiusha' en 'Kalinka').

### Kamermuziek
- 1996 4 Werken voor Kamermuziek, Opus 2
  1. Quatre Mains (vierhandig piano)
  2. Rêverie (dwarsfluit & piano/saxofoonkwartet)
  3. Ritmico (saxofoonkwartet)
  4. Vocalise (klarinet & piano)
- 1998-1999 4 Saxofoonkwartetten, Opus 4
  1. Fun4Sax
  2. The Alternative
  3. Maestus
  4. The 4 Second's Tune
- 2001 Alquimia - harpkwartet, Opus 6
- 2001 Ballade - viool & piano, Opus 7
- 2006 Visions - harp & strijkkwartet, Opus 18 (opgedragen aan Anneleen Lenaerts)
- 2008 Metamorphoseon - hobo & harp, Opus 22 (opgedragen aan Karel Schoofs en Anneleen Lenaerts)
- 2009 Memento - piccolo & piano, Opus 24
- 2009 Medina - saxhoorn-/saxofoon-/klarinetkwartet, Opus 25
- 2010 Mimesis - pianotrio, Opus 26
- 2010 La Ruelle Secrète - fluit & harp, Opus 29 (opgedragen aan Aldo Baerten en Anneleen Lenaerts)

### Werken voor piano
- 1988-1995 23 Korte Werkjes voor Piano, Opus 1
- 1998 5 Werken voor Piano, Opus 3
  1. A Touch of Love
  2. Lacrimae
  3. Fantaisie Unique
  4. Say Goodbye
  5. Fantaisie in E
- 2004 Papillon, Opus 12
- 2005 Capriccio & Odissea, Opus 16

### Werken voor harp
- 2010 Enigma, Opus 28

### Bewerkingen
- 1998 Fuga VII uit Das Wohltemperierte Klavier II - BWV 876 (Johann Sebastian Bach) - arrangement voor saxofoonkwartet
- 1999 Air uit Orkestsuite No. 3 - BWV 1068 (Johann Sebastian Bach) - arrangement voor hobo & harp
- 1999 Contrabajeando (Astor Piazzolla) - arrangement voor saxofoon- of klarinetkwartet
- 1999 The Lord of the Rings - Improvisaties op thema's uit Symfonie No. 1 van Johan de Meij - arrangement voor piano/harp
- 2005 Oblivion (Ástor Piazzolla) - arrangement voor piano
- 2006 Moonlight Serenade (Glenn Miller) - arrangement voor harp & piano
- 2021 Walzer uit Der Rosenkavalier (Richard Strauss) - arrangement voor harp en strijkorkest
- 2021 An der schönen blauen Donau (Johann Strauss jr.) - arrangement voor harp en strijkorkest